# Понте ди Стелвио (Болцано)
Понте ди Стелвио је насеље у Италији у округу Болцано, региону Трентино-Јужни Тирол.
Према процени из 2011. у насељу је живело 77 становника. Насеље се налази на надморској висини од 1110 м.